# Joe Perry
Anthony Joseph Perry, més conegut com a Joe Perry, (10 de setembre de 1950, Lawrence, Massachusetts) és un guitarrista de rock dur, conegut per pertànyer al grup Aerosmith.
Perry és fill de pares immigrants italoportuguesos. En arribar als Estats Units d'Amèrica el seu avi va canviar el cognom de Pereira a Perry. Perry i la seva germana menor Ann-Marie van créixer en el petit poble de Hopedale (Massachusetts), on el seu pare era comptador i la seva mare era mestra de gimnàstica en un col·legi. Després, ella es va retirar a Arizona quan el seu espòs va morir el 1975.
Va començar tocant en bars al costat de Tom Hamilton. Per a pagar les despeses treballava en una gelateria, dita The Anchorage, on va conèixer Steven Tyler uns anys després. En ingressar en Aerosmith, es va fer addicte a les drogues juntament amb Steven Tyler. Els altres compartien l'addicció però en menor mesura.
Més tard i després d'un procés de desintoxicació va poder deixar-les. Sent el guitarrista principal d'Aerosmith es va separar del grup per problemes amb les drogues, al que es va unir una baralla entre la seva esposa i l'esposa del baixista de la banda, Tom Hamilton. Des de l'any 1979 fins a l'any 1984, i al costat del seu company Brad Whitford, va formar un grup sota el nom de The Joe Perry Project que va tenir escassa popularitat i èxit.
A mitjans dels vuitanta es va retrobar amb els seus antics companys d'Aerosmith.
Entre els seus últims treballs en solitari Joe va publicar un àlbum titulat "Joe Perry". Gràcies a aquest treball va ser nominat a un Grammy. És considerat per bona part de la crítica com un dels millors guitarristes de Heavy Metal del món. Ha tocat amb celebritats comv: Guns N' Roses, Poison, AC/DC, Kiss, Bob Marley, Ringo Starr, Mick Jagger, Run DMC, entre d'altres.